# آلي دونالدسون
آلي دونالدسون (بالإنجليزية: Ally Donaldson)‏ هو لاعب كرة قدم ومدرب كرة قدم بريطاني، ولد في 27 نوفمبر 1943 في إدنبرة في المملكة المتحدة. شارك مع منتخب اسكتلندا تحت 21 سنة لكرة القدم. أما مع النوادي، فقد لعب مع ريث روفرز ونادي دندي ونادي فالكيرك ونادي هيبرنيان.